# Escadron de transport 60

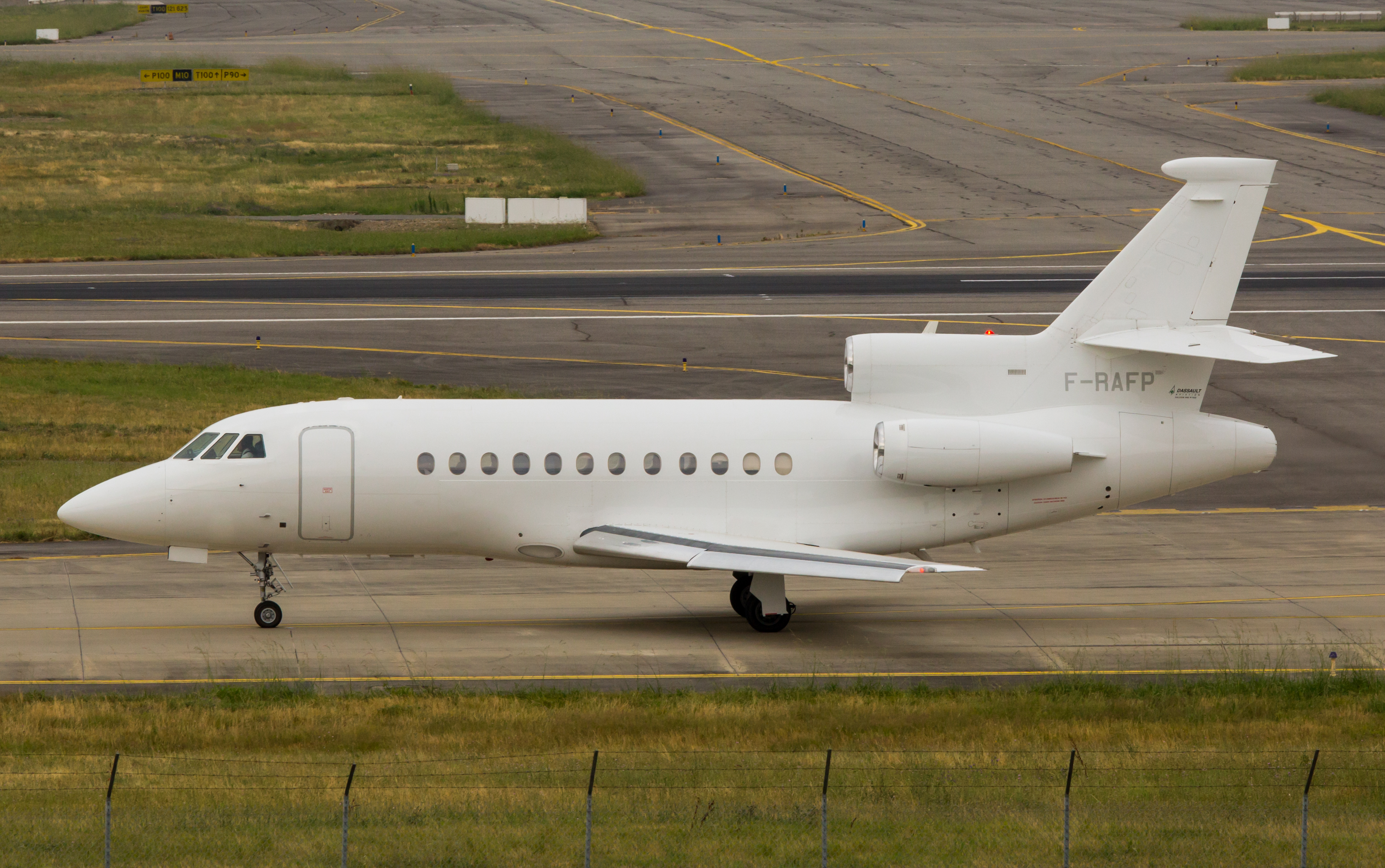
Falcon 900 de l'ET 60 en 2015

L'escadron de transport 00.060 (ET 60), anciennement appelé escadron de transport, d'entraînement et de calibration (ETEC 65), est une unité de l'Armée de l'air française ayant notamment pour mission d'assurer le transport du président de la République et des autorités gouvernementales.
Cette unité assure également le transport du personnel du ministère des Armées, de délégations étrangères et effectue des évacuations sanitaires de militaires ou de civils.                                    
L'escadron est implanté sur la base aérienne 107 de Villacoublay. 
La fonction de transport présidentiel et gouvernemental était auparavant assurée par le Groupe de liaisons aériennes ministérielles (GLAM), unité dissoute en 1995 sous la présidence de Jacques Chirac.
Les vols sont identifiés sous l'indicatif COTAM - - - -.

## Historique
En juillet 1945, est créé le groupe aérien d'entraînement et de liaison 87 (GAEL), basé à l'aéroport du Bourget puis dès l'année suivante à la base aérienne de Villacoublay. Le GAEL est intégré cette année-là dans la 60e escadre de transport dont il devient le second escadron (GTLA 2/60), le GLAM étant alors le GTLA 1/60.
En 1969, l'unité étant devenue trop importante, est scindée en deux, la première rassemblant tous les Nord 262. 
Le 6 juillet 1972, est créée la 65e escadre de transport, composée de deux escadrons : l'ET 1/65 « Vendôme », qui regroupe les Mystère-Falcon 20 nouvellement perçus et les Nord 262, et l'ET 2/65 « Rambouillet », doté de MH 1521 Broussard et de MS 760 Paris. 
En 1984, une troisième unité est créée, l'escadron de calibration 3/65, doté également de Mystère-Falcon 20.
En 1987, l'EC 3/65 devient escadron de transport et de calibration, regroupant tous les Mystère-Falcon 20, avant d'être dissout en mai 1991. Les trois unités sont regroupées au sein d'un escadron unique, l'ETEC 00.065 (escadron de transport, d'entraînement et de calibration) mais qui, couramment, continue d'être appelé « GAEL ». 

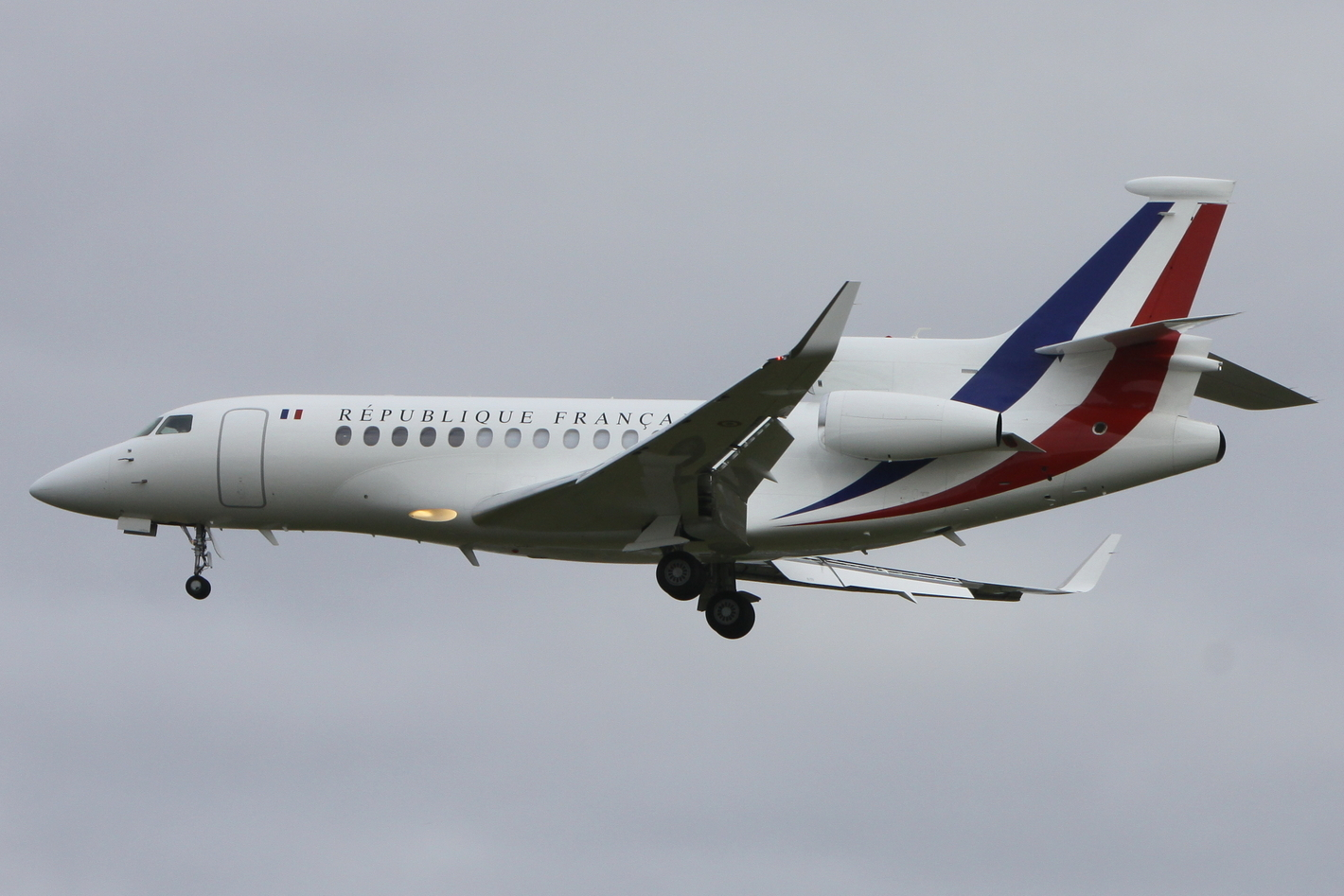
Falcon 7X de l’ET60

En juillet 1995, peu de temps après l'accession de Jacques Chirac à la présidence de la République, il est décidé de dissoudre le GLAM. Les hélicoptères du GLAM sont transférés à l'escadron d'hélicoptères 3/67 Parisis et les avions à l'ETEC qui prend alors en charge le déplacement des membres du gouvernement et des personnalités au sein de l'ETEC « Alpha ». L'ETEC « Bravo » assure la calibration (voir ci-après) et l'ETEC « Charlie » les liaisons non gouvernementales en Mystère 20, Nord 262 et désormais en TBM 700 qui remplace le MS 760 Paris.
Jusqu'en 2007, l'ETEC « Bravo », au moyen de ses Mystère 20, avait pour mission la calibration des aides radio-électriques. Depuis, cette fonction est assurée par le Centre de Calibration de la défense 31.430 ayant repris les traditions de l'Escadrille de Calibration 00.057 Commercy en travaillant avec la DGAC et l'ENAC au moyen d'avions de type Beechcraft 200.
L'ETEC maintient en permanence un Falcon en alerte au profit des évacuations sanitaires, avec la possibilité d'en faire partir un deuxième dans la foulée. Début décembre 2011, on annonce que 45 blessés des forces françaises en Afghanistan ont bénéficié d'une telle évacuation sanitaire aérienne depuis le début de l’année.

## Flotte

### Composition
Fin 2021, l'ET60 dispose de : 
- un Airbus A330-200 acheté à la compagnie Air Caraïbes et entré en service en novembre 2010 ;
- six Falcon : deux Falcon 7X[2] (entrés en service en 2009 et en 2010), deux Falcon 2000 Lx (entrés en service en 2011 et en 2012), deux Falcon 900B (entrés en service en 1987 et en 1990)[3] ;
- trois hélicoptères Super Puma, configurés pour le transport de « VIP »[3], entrés en service en 1984 transférés vers 2005 de l'escadron d'hélicoptères 3/67 Parisis[4].

### Renouvellement de la flotte
La flotte de l'ETEC a fait l'objet d'un renouvellement important à la fin des années 2000. Après la mise en service du nouvel Airbus A330, les deux avions remplacés furent revendus en 2011, au gouvernement du Sénégal (MSN1556, ex F-RBFB) et à une entreprise de Singapour spécialisée dans le tourisme et les casinos (MSN1485, ex F-RBFA). 
Depuis juillet 2009 et mai 2010, l'escadron dispose de deux Falcon 7X, baptisés Carla One par les aviateurs de l'Armée de l'air, en référence à l'épouse du président Carla Bruni-Sarkozy et à l'avion présidentiel américain Air Force One. Tous deux assurent soit la desserte lors de courtes distances, soit le rôle d'avion de secours de l'appareil présidentiel principal en cas de soucis techniques.
Un Airbus A330-200 a été acheté en 2009 à la compagnie Air Caraïbes afin de pallier la capacité et l'autonomie jugées insuffisantes des Airbus A319 CJ, qui ont alors été revendus,. Le nouvel appareil présidentiel a été entièrement aménagé en vue de sa nouvelle utilisation (notamment en comprenant un espace privé pour le président, un bureau, une salle de réunion, une salle de communication, une cuisine). Il entre en fonctions le 11 novembre 2010, à l'occasion du déplacement de Nicolas Sarkozy à Séoul, en Corée du Sud, dans le cadre du 15e sommet du G20.
En 2021, elle dispose de deux Falcon 7X, deux Falcon 2000 et deux Falcon 900.
La maintenance des Super Puma devraient être assuré par Sabena Technics et à Airbus Helicopters jusqu'en 2032

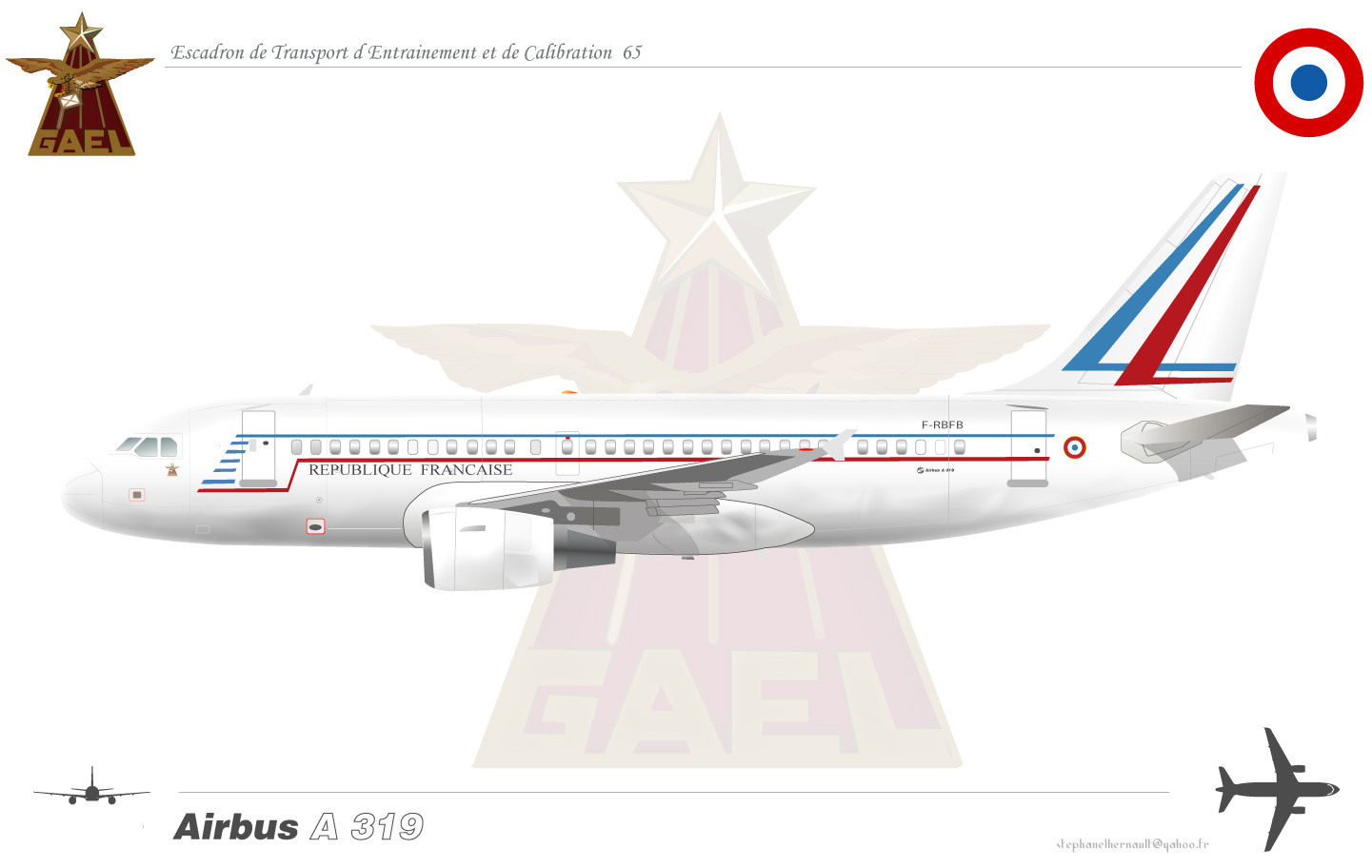
Airbus A319 ETEC 65
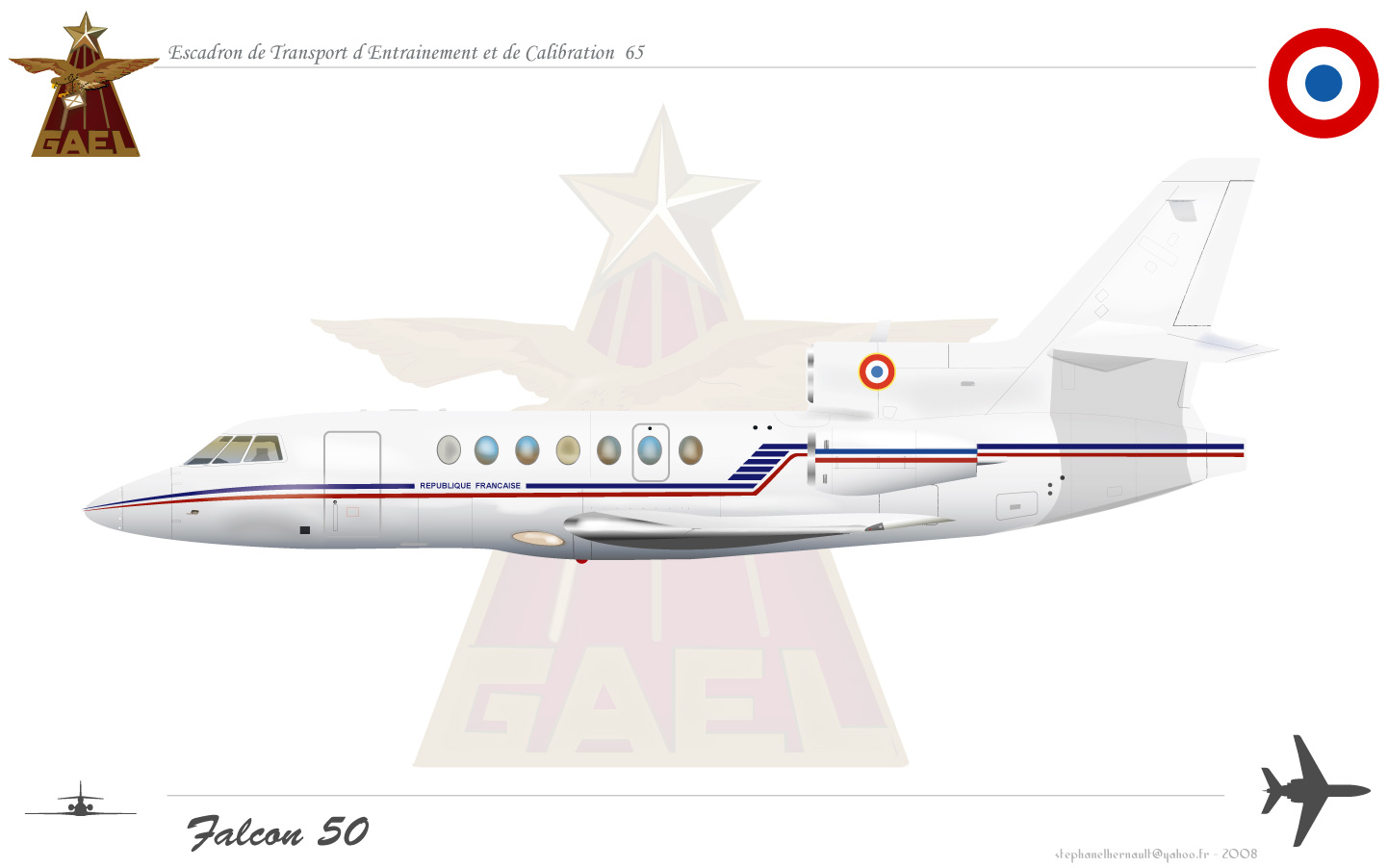
Dassault Falcon 50 ETEC 65
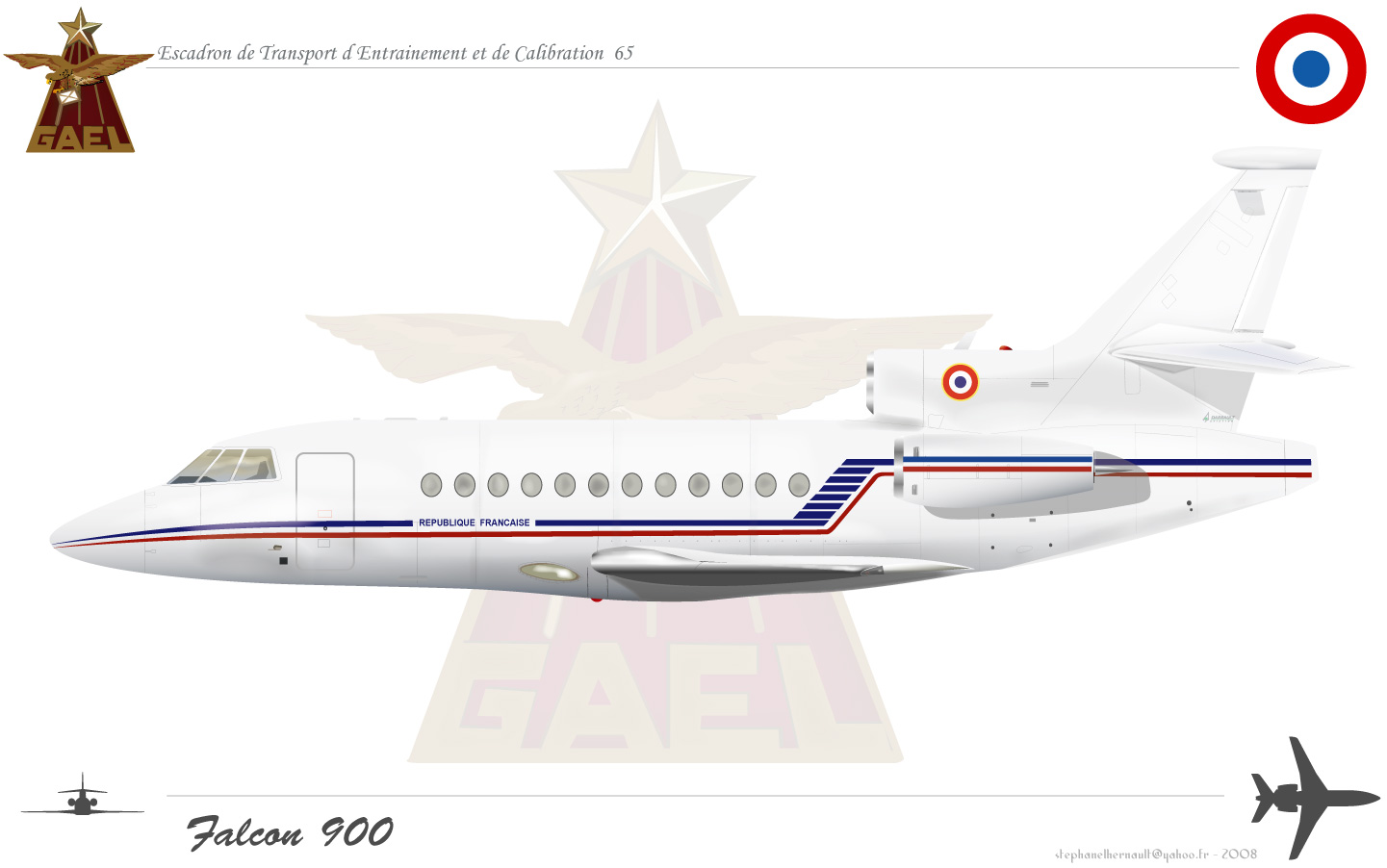
Dassault Falcon 900 ETEC 65

D'après une réponse ministérielle, le coût horaire moyen des vols se répartissait de la façon suivante au titre de l'année 2020 :
- 5 116 €/h pour les Falcon 7X ;
- 4 017 €/h pour les Falcon 2000 Lx ;
- 4 562 €/h pour les Falcon 900A ;
- 3 859 €/h pour les Super Puma « VIP » ;
- 21 469 €/h pour l'Airbus A330-200.

## Insigne
L'insigne de l'ET 60 a été homologué le 1er avril 2015 sous le numéro A 1452.
Il reprend intégralement l'insigne des Lignes aériennes militaires (LAM), actives au sein des Forces aériennes françaises libres (FAFL) de septembre 1941 à mars 1944.

### Avions
- 1946 - Morane 500, Goéland et Nord 1000.
- Années 1950 - Arrivée de Flamant puis de Beech 45.
- 1959 - Arrivée du premier avion à réaction, le Morane-Saulnier MS.760 Paris.
- Années 1960 - Arrivée de MH 1521 Broussard et de Dakota.
- 1968 - Arrivée du Nord 262.
- 1972 - Arrivée du Mystère-Falcon 20.
- 1986 - Arrivée du DHC Twin Otter (l'un est détaché à Berlin, l'autre en mission MFO dans le Sinaï).
- 1987 - Retrait du MH 1521 Broussard.

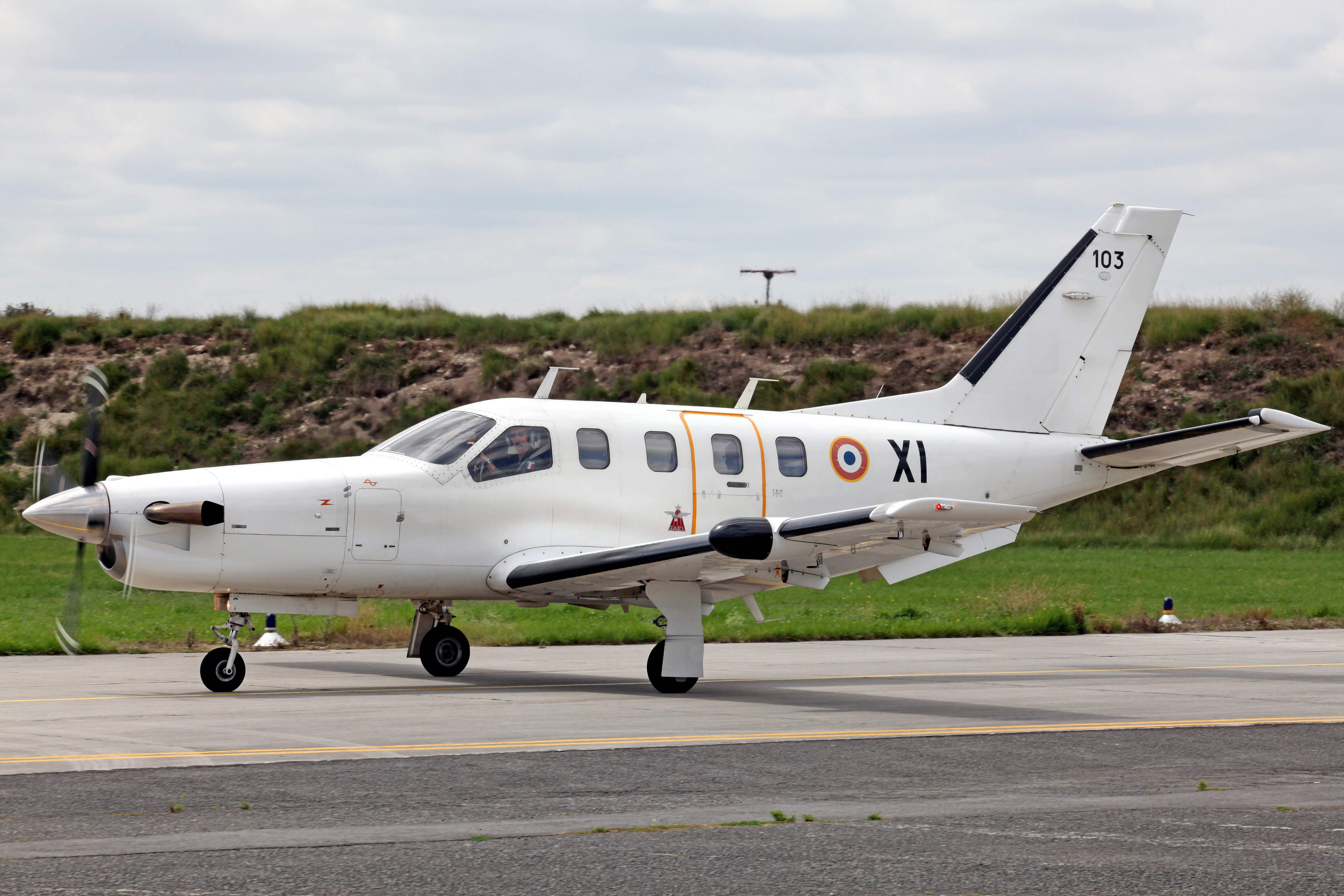
TBM 700 du GAEL

- 1992 - Arrivée des premiers monomoteurs TBM 700.
- 1995 - Récupération des deux Falcon 900 et des trois Falcon 50 du GLAM.
- 2002 - Arrivée des deux Airbus 319 CJ.
- 2004 - Retrait du Nord 262.
- 2007 - Retrait du dernier Mystère-Falcon 20 encore utilisé pour la calibration des bases aériennes et aéronavales[14].
- 2009 - Arrivée du Falcon 7X peint dans la nouvelle livrée des avions gouvernementaux[2].
- 2010 - Arrivée d'un Airbus A330, le nouveau Cotam Unité.
- 2011 - Arrivée du Falcon 2000 et retrait des deux Airbus 319 CJ.
- 2013 - Retrait du dernier Falcon 50[15].

### Hélicoptères
Depuis 2006, les Super Puma de l'escadron d'hélicoptères 3/67 Parisis réservés aux transports de hautes autorités ont intégré l'ETEC Alpha, celui-ci formant ainsi une structure très semblable à l'ancien GLAM.

## Sources
- Présentation de l'unité sur le site de la BA 107
- Historique de l'unité sur le site de l'Armée de l'air
- Présentation sur le site du ministère de la Défense